# Carrega Ligure
Carrega Ligure (piemontesisch Cariegà, ligurisch Carega) ist eine Gemeinde in der italienischen Provinz Alessandria (AL), Region Piemont.

## Lage und Einwohner
Die Gemeinde Carrega Ligure liegt 82 km südöstlich von der Provinzhauptstadt Alessandria auf einer Höhe von 950 m über dem Meeresspiegel im hinteren Borbera-Tal. Das Gemeindegebiet umfasst eine Fläche von 55,48 km² und hat 82 (Stand 31. Dezember 2023) Einwohner. Mit rund 1,5 Einwohnern/km² ist sie eine der Gemeinden Italiens mit der geringsten Bevölkerungsdichte und viele unbewohnte Fraktionen.  Campassi-Tal. Die Gemeinde liegt am südöstlichen Ende der Provinz am ligurischen Apennin und grenzt an die Regionen Emilia-Romagna und an Ligurien. Es ist die einzige Gemeinde im Tal, die zum Naturpark Alta Val Borbera gehört, der am 27. März 2019 gegründet wurde.
Die Nachbargemeinden sind Cabella Ligure, Fascia (GE), Gorreto (GE), Mongiardino Ligure, Ottone (PC), Propata, Valbrevenna (GE) und Vobbia (GE).

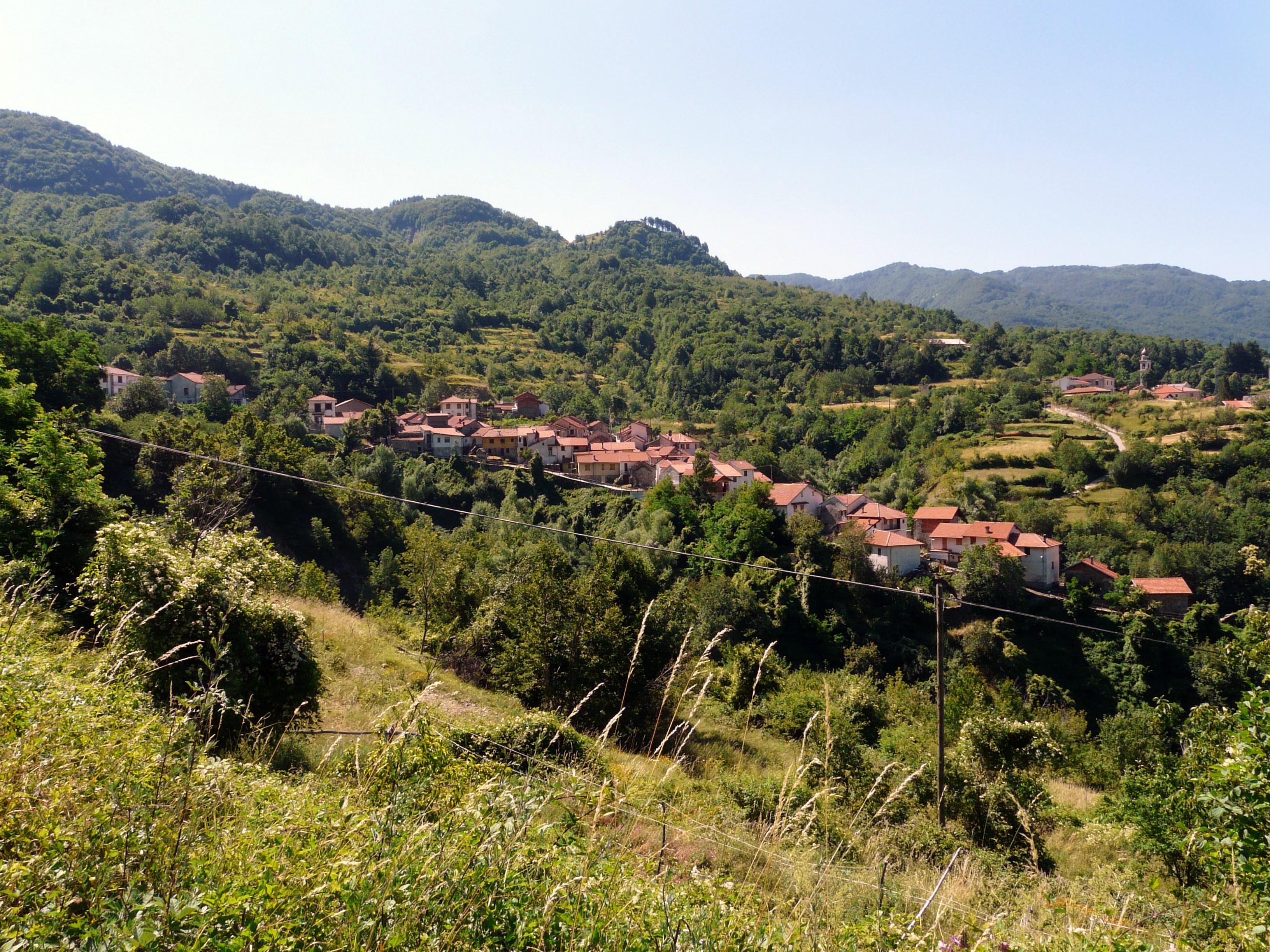
Landschaft bei Carrega Ligure in Piemont

## Geschichte

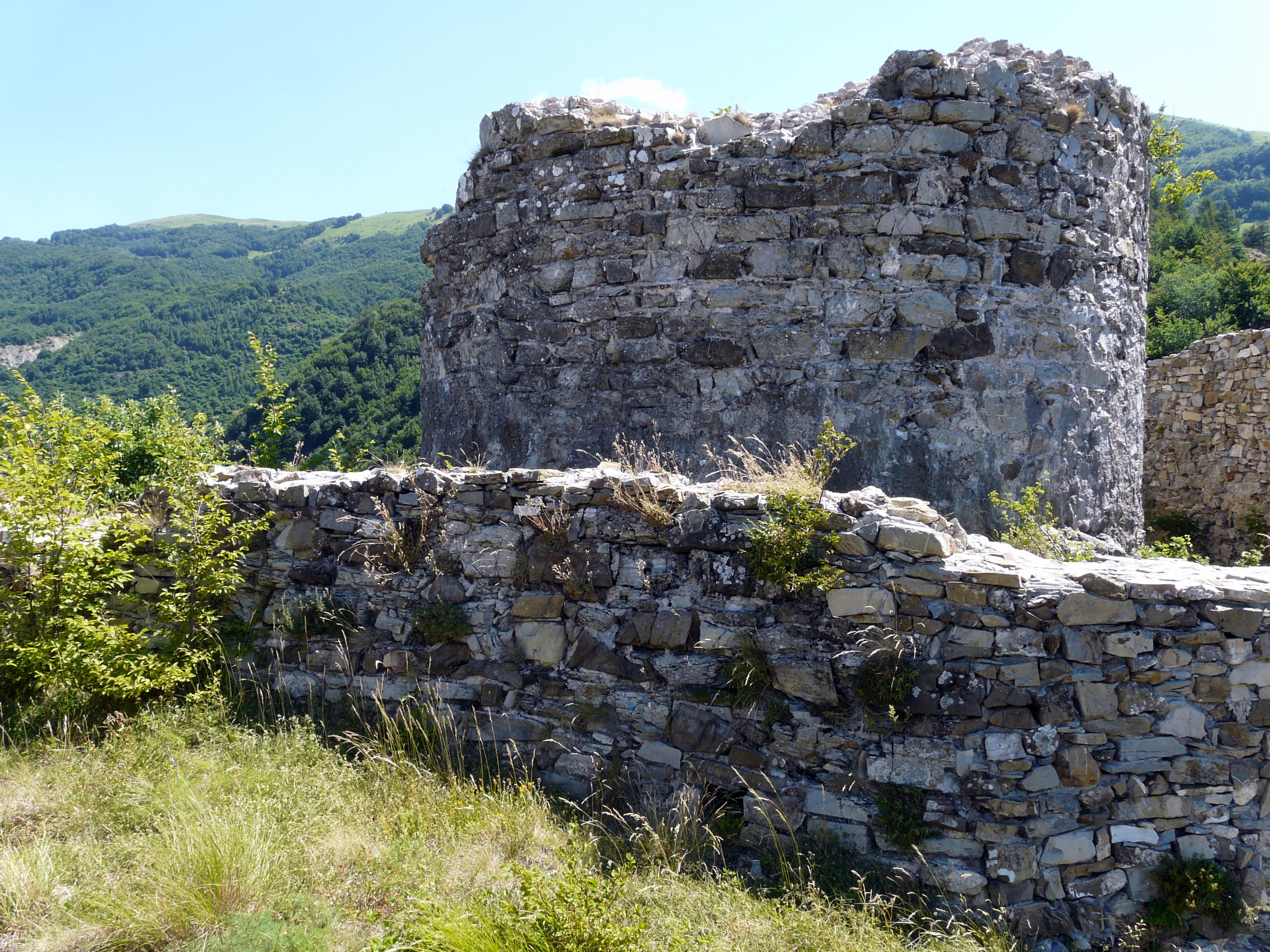
Die Überreste der Burg

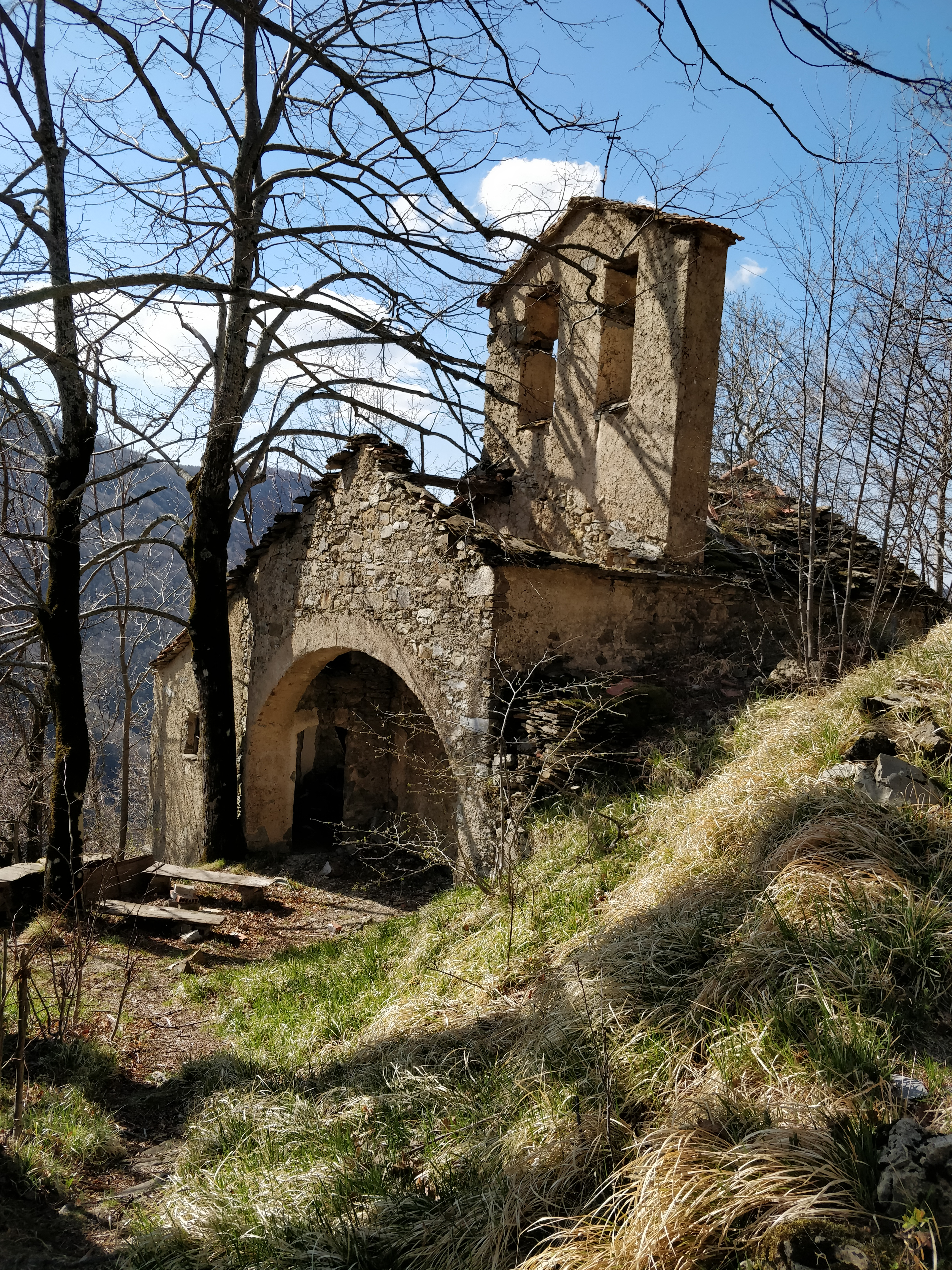
Verlassene Kirche im verlassener Fraktion Reneuzzi

Der Ortsname ist seit 1257 als „Carega“ bezeugt, abgeleitet vom lateinischen Carratica. Dieser Name könnte durch die Lage der Siedlung, an der Kreuzung ligurischer Handelsstraßen und durch die „Maultiertreiber“-Tätigkeit der Einwohner für den Warentransport von Genua in die Lombardei erklärt werden.
Seine Ursprünge scheinen, basierend auf einigen Ziegelfunden, bis ins 1. Jahrhundert n. Chr. zurückzugehen. Im Mittelalter gehörte es zum Bistum Tortona, wie aus einer Urkunde von 1157 hervorgeht, in der Papst Adrian IV. es erneut als bischöflichen Besitz bestätigte. Im Jahr 1225 erlebten wir den Übergang als Lehen an die Herren von Montalto und später an die Fieschi-Familie von Genua und die Doria, unter denen es lange Zeit mit einem Marquis-Titel blieb.
Seine jüngste Geschichte ist durch einen langsamen Verfallsprozess gekennzeichnet, der hauptsächlich durch Auswanderungsbewegungen in die nahegelegenen Gemeinden Genua und Novi Ligure verursacht wurde. Sie zählt zur Zeit mit ihren 79 Einwohner (Stand: 30. November 2024) zu den Gemeinden mit einer sehr geringen Bevölkerungszahl. Sie steht auf Platz 37 in ganz Italien und ist zusammen mit der Gemeinde Malvicino die mit der geringsten in der Provinz Alessandria ist. Seit Beginn der Einwohnerzählung 1861 hat die Gemeinde einen Rückgang von 97 % zu verkraften.
Am 1. Mai 2022 verschüttete ein Erdrutsch die Provinzstraße SP 147 und versperrte so die Zufahrt nach Carrege Ligure, so dass die Zufahrt nur über ligurisches Gebiet möglich war. Nach über 2 Jahren, am 6. Juni 2024 konnte die Straße wieder eröffnet werden und die Gemeinde war wieder über das Borbera-Tal mit Alessandria erreichbar, allerdings unter ständiger Überwachung der Erdrutschbewegungen und der Wetterbedingungen.

## Sehenswürdigkeiten
- Die Überreste der alten Burg, die auf einem Hügel mit Blick auf das Dorf liegt.
- Die Pfarrkirche San Giuliano aus dem 15. Jahrhundert mit ihrem für die Gegend typischen Glockenturm mit Zwiebelturm.
- Eine Kirche aus dem 12. Jahrhundert, einst ein Getreidespeicher der Zisterzienserabtei Rivalta Scrivia.